# Zwemmen op de Olympische Zomerspelen 1980
Het olympisch zwemtoernooi bij de Spelen van Moskou (1980), van zondag 20 juli tot en met zondag 27 juli in het Olympiiski-zwemcomplex, leed onder de afwezigheid van traditioneel sterke zwemnaties als de Verenigde Staten en West-Duitsland. Beide landen lieten verstek gaan uit protest tegen de Russische inval, ruim een half jaar eerder, in Afghanistan. Vladimir Salnikov schreef voor eigen publiek geschiedenis door als eerste zwemmer ooit de magische grens van vijftien minuten te doorbreken op de 1500 meter vrije slag. Het vrouwentoernooi was, meer dan ooit, in de greep van Oost-Duitsland.
Namens Nederland vaardigde de KNZB een twaalfkoppige ploeg af, die onder leiding stond van bondscoach Bert Sitters. Grootste pechvogel was Cees Vervoorn, die na de series en de halve finales een gooi leek te kunnen doen naar een medaille op de 100 meter vlinderslag. Door een te trage start in de finale was hij evenwel veroordeeld tot een inhaalrace, en eindigde hij uiteindelijk 'slechts' als vierde. Nederland behaalde in totaal elf finaleplaatsen in Moskou. Vijf daarvan kwamen op naam van de vijf zwemmers sterke mannenequipe.

## Heren

### 100 m vrije slag
| rang   | sporter             | land | tijd  |
| ------ | ------------------- | ---- | ----- |
| Goud   | Jörg Woithe         | GDR  | 50,40 |
| Zilver | Per Holmertz        | SWE  | 50,91 |
| Brons  | Per Johansson       | SWE  | 51,29 |
| 4      | Sergej Kopljakov    | URS  | 51,34 |
| 5      | Raffaele Franceschi | ITA  | 51,69 |
| 6      | Sergej Krasjoek     | URS  | 51,80 |
| 7      | René Ecuyer         | FRA  | 52,01 |
| 8      | Graeme Brewer       | AUS  | 52,22 |

### 200 m vrije slag
| rang   | sporter           | land | tijd       |
| ------ | ----------------- | ---- | ---------- |
| Goud   | Sergej Kopljakov  | URS  | OR 1.49,91 |
| Zilver | Andrej Krylov     | URS  | 1.50,76    |
| Brons  | Graeme Brewer     | AUS  | 1.51,60    |
| 4      | Jörg Woithe       | GDR  | 1.51,86    |
| 5      | Ron McKeon        | AUS  | 1.52,60    |
| 6      | Paolo Revelli     | ITA  | 1.52,76    |
| 7      | Thomas Lejdström  | SWE  | 1.52,94    |
| 8      | Fabrizio Rampazzo | ITA  | 1.53,25    |

### 400 m vrije slag
| rang   | sporter           | land | tijd       |
| ------ | ----------------- | ---- | ---------- |
| Goud   | Vladimir Salnikov | URS  | OR 3.51,31 |
| Zilver | Andrej Krylov     | URS  | 3.53,24    |
| Brons  | Ivar Stoekolkin   | URS  | 3.53,95    |
| 4      | Djan Madruga      | BRA  | 3.54,15    |
| 5      | Daniel Machek     | TCH  | 3.55,66    |
| 6      | Sándor Nagy       | HUN  | 3.56,83    |
| 7      | Max Metzker       | AUS  | 3.56,87    |
| 8      | Ron McKeon        | AUS  | 3.57,00    |

### 1500 m vrije slag

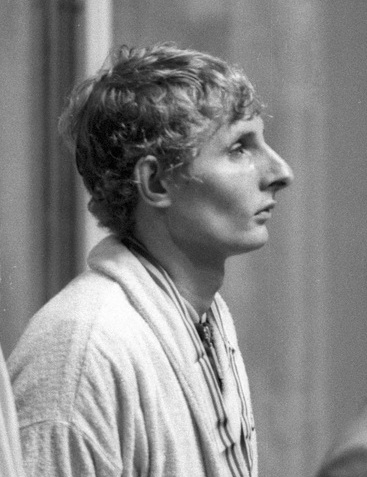
Max Metzker met de bronzen medaille

| rang   | sporter           | land | tijd        |
| ------ | ----------------- | ---- | ----------- |
| Goud   | Vladimir Salnikov | URS  | WR 14.58,27 |
| Zilver | Aleksandr Tsjajev | URS  | 15.14,30    |
| Brons  | Max Metzker       | AUS  | 15.14,49    |
| 4      | Rainer Strohbach  | GDR  | 15.15,29    |
| 5      | Borut Petrič      | YUG  | 15.21,78    |
| 6      | Rafael Escalas    | ESP  | 15.21,88    |
| 7      | Zoltán Wladár     | HUN  | 15.26,70    |
| 8      | Edoeard Petrov    | URS  | 15.28,24    |

### 100 m rugslag
| rang   | sporter           | land | tijd  |
| ------ | ----------------- | ---- | ----- |
| Goud   | Bengt Baron       | SWE  | 56,53 |
| Zilver | Viktor Koeznetsov | URS  | 56,99 |
| Brons  | Vladimir Dolgov   | URS  | 57,63 |
| 4      | Miloslav Rolko    | TCH  | 57,74 |
| 5      | Sándor Wladár     | HUN  | 57,84 |
| 6      | Fred Eefting      | NED  | 57,95 |
| 7      | Mark Tonelli      | AUS  | 57,98 |
| 8      | Gary Abraham      | GBR  | 58,38 |

### 200 m rugslag
| rang   | sporter           | land | tijd    |
| ------ | ----------------- | ---- | ------- |
| Goud   | Sándor Wladár     | HUN  | 2.01,93 |
| Zilver | Zoltán Verrasztó  | HUN  | 2.02,40 |
| Brons  | Mark Kerry        | AUS  | 2.03,14 |
| 4      | Vladimir Sjemetov | AUS  | 2.03,48 |
| 5      | Fred Eefting      | NED  | 2.03,92 |
| 6      | Michael Söderlund | SWE  | 2.04,10 |
| 7      | Douglas Campbell  | GBR  | 2.04,23 |
| 8      | Paul Moorfoot     | AUS  | 2.06,15 |

### 100 m schoolslag
| rang   | sporter              | land | tijd    |
| ------ | -------------------- | ---- | ------- |
| Goud   | Duncan Goodhew       | GBR  | 1.03,44 |
| Zilver | Arsens Miskarovs     | URS  | 1.03,82 |
| Brons  | Peter Evans          | AUS  | 1.03,96 |
| 4      | Aleksandr Fedorovski | URS  | 1.04,00 |
| 5      | János Dzvonyár       | HUN  | 1.04,67 |
| 6      | Lindsay Spencer      | AUS  | 1.05,04 |
| 7      | Pablo Restrepo       | COL  | 1.05,91 |
| —      | Albán Vermes         | HUN  | DNS     |

### 200 m schoolslag
| rang   | sporter          | land | tijd    |
| ------ | ---------------- | ---- | ------- |
| Goud   | Robertas Žulpa   | URS  | 2.15,85 |
| Zilver | Albán Vermes     | HUN  | 2.16,93 |
| Brons  | Arsens Miskarovs | URS  | 2.17,28 |
| 4      | Gennadi Oetenkov | URS  | 2.19,64 |
| 5      | Lindsay Spencer  | AUS  | 2.19,68 |
| 6      | Duncan Goodhew   | GBR  | 2.20,92 |
| 7      | Peter Berggren   | SWE  | 2.21,39 |
| 8      | Jörg Walter      | GDR  | 2.22,39 |

### 100 m vlinderslag
| rang   | sporter           | land | tijd  |
| ------ | ----------------- | ---- | ----- |
| Goud   | Pär Arvidsson     | SWE  | 54,92 |
| Zilver | Roger Pyttel      | GDR  | 54,94 |
| Brons  | David Purcell     | ESP  | 55,16 |
| 4      | Cees Vervoorn     | NED  | 55,25 |
| 5      | Jevgeni Seredin   | URS  | 55,35 |
| 6      | Gary Abraham      | GBR  | 55,42 |
| 7      | Xavier Savin      | FRA  | 55,60 |
| 8      | Aleksej Markovski | URS  | 55,70 |

### 200 m vlinderslag
| rang   | sporter         | land | tijd    |
| ------ | --------------- | ---- | ------- |
| Goud   | Sergej Fesenko  | URS  | 1.59,76 |
| Zilver | Philip Hubble   | GBR  | 2.01,20 |
| Brons  | Roger Pyttel    | GDR  | 2.01,39 |
| 4      | Peter Morris    | GBR  | 2.02,27 |
| 5      | Michail Gorelik | URS  | 2.02,44 |
| 6      | Cees Vervoorn   | NED  | 2.02,52 |
| 7      | Pär Arvidsson   | SWE  | 2.02,61 |
| 8      | Stephen Poulter | GBR  | 2.02,93 |

### 400 m wisselslag
| rang   | sporter             | land | tijd       |
| ------ | ------------------- | ---- | ---------- |
| Goud   | Oleksandr Sydorenko | URS  | OR 4.22,89 |
| Zilver | Sergej Fesenko      | URS  | 4.23,43    |
| Brons  | Zoltán Verrasztó    | HUN  | 4.24,24    |
| 4      | András Hargitay     | HUN  | 4.24,48    |
| 5      | Djan Madruga        | BRA  | 4.26,81    |
| 6      | Miloslav Rolko      | TCH  | 4.26,99    |
| 7      | Leszek Górski       | POL  | 4.28,89    |
| 8      | Daniel Machek       | TCH  | 4.29,86    |

### 4x200 m vrije slag
| rang   | sporters | land | tijd                            | totale tijd |
| ------ | --- | ---- | ------------------------------- | ----------- |
| Goud   | Sergej Kopljakov Vladimir Salnikov Ivar Stoekolkin Andrej Krylov Sergej Roesin Sergej Krasjoek Joeri Presekin | URS  | 1.50,00 1.51,09 1.52,04 1.50,37 | 7.23,50     |
| Zilver | Frank Pfütze Jörg Woithe Detlev Grabs Rainer Strohbach Frank Kühne                                            | GDR  | 1.52,96 1.51,78 1.52,24 1.51,62 | 7.28,60     |
| Brons  | Jorge Lutz Fernandes Marcus Mattioli Ciro Delgado Djan Madruga                                                | BRA  | 1.52,61 1.52,94 1.52,35 1.51,40 | 7.29,30     |
| 4      | Michael Söderlund Pelle Wikström Per-Alvar Magnusson Thomas Lejdström Anders Rutqvist Per-Ola Quist           | SWE  | 1.52,54 1.52,70 1.53,01 1.51,85 | 7.30,10     |
| 5      | Paolo Revelli Raffaele Franceschi Andrea Ceccarini Fabrizio Rampazzo Federico Silvestri                       | ITA  | 1.53,14 1.51,56 1.54,91 1.50,76 | 7.30,37     |
| 6      | Douglas Campbell Philip Hubble Martin Smith Andrew Astbury Mark Taylor Kevin Lee                              | GBR  | 1.53,56 1.52,96 1.52,69 1.51,60 | 7.30,81     |
| 7      | Graeme Brewer Mark Tonelli Mark Kerry Ron McKeon Max Kerry                                                    | AUS  | 1.52,57 1.53,47 1.52,64 1.52,14 | 7.30,82     |
| 8      | Fabien Noël Mark Lazzaro Dominique Petit Pascal Laget                                                         | FRA  | 1.52,73 1.53,79 1.54,88 1.54,68 | 7.36,08     |

### 4x100 m wisselslag
| rang   | sporters | land | tijd                      | totale tijd |
| ------ | --- | ---- | ------------------------- | ----------- |
| Goud   | Mark Kerry Peter Evans Mark Tonelli Neil Brooks Glenn Patching                                                                               | AUS  | 57,89 1.03,01 54,94 49,86 | 3.45,70     |
| Zilver | Viktor Koeznetsov Arsens Miskarovs Jevgeni Seredin Sergej Kopljakov Vladimir Sjemetov Aleksandr Fedorovski Aleksej Markovski Sergej Krasjoek | URS  | 56,81 1.03,64 54,58 50,89 | 3.45,92     |
| Brons  | Gary Abraham Duncan Goodhew David Lowe Martin Smith Paul Marshall Mark Taylor                                                                | GBR  | 57,72 1.03,73 55,57 59,69 | 3.47,71     |
| 4      | Dietmar Göhring Jörg Walter Roger Pyttel Jörg Woithe Frank Kühne                                                                             | GDR  | 58,34 1.05,14 54,81 49,96 | 3.48,25     |
| 5      | Frédéric Delcourt Olivier Borios Xavier Savin René Ecuyer                                                                                    | FRA  | 58,84 1.05,14 55,07 50,14 | 3.49,19     |
| 6      | Sándor Wladár Janos Dzvonyar Zoltán Verrasztó Gábor Mészáros                                                                                 | HUN  | 57,30 1.04,12 55,72 53,15 | 3.50,29     |
| 7      | Fred Eefting Albert Boonstra Cees Vervoorn Cees Jan Winkel                                                                                   | NED  | 58,37 1.05,49 54,92 55,03 | NR 3.51,81  |
| 8      | Romulo Arantes Sergio Pinto Ribeiro Claudio Kestener Jorge Luis Fernandes Ciro Delgado                                                       | BRA  | 57,99 1.05,68 57,33 52,24 | 3.53,24     |

## Dames

### 100 m vrije slag
| rang   | sporter              | land | tijd     |
| ------ | -------------------- | ---- | -------- |
| Goud   | Barbara Krause       | GDR  | WR 54,79 |
| Zilver | Caren Metschuck      | GDR  | 55,16    |
| Brons  | Ines Diers           | GDR  | 55,65    |
| 4      | Olga Klevakina       | URS  | 57,40    |
| 5      | Conny van Bentum     | NED  | 57,63    |
| 6      | Natalja Stroennikova | URS  | 57,83    |
| 7      | Guylaine Berger      | FRA  | 57,88    |
| 8      | Agneta Eriksson      | SWE  | 57,90    |

### 200 m vrije slag
| rang   | sporter              | land | tijd       |
| ------ | -------------------- | ---- | ---------- |
| Goud   | Barbara Krause       | GDR  | OR 1.58,33 |
| Zilver | Ines Diers           | GDR  | 1.59,64    |
| Brons  | Carmela Schmidt      | GDR  | 2.01,44    |
| 4      | Olga Klevakina       | URS  | 2.02,29    |
| 5      | Reggie de Jong       | NED  | 2.02,76    |
| 6      | June Croft           | GBR  | 2.03,15    |
| 7      | Natalja Stroennikova | URS  | 2.03,74    |
| 8      | Irina Aksjonova      | URS  | 2.04,00    |

### 400 m vrije slag
| rang   | sporter         | land | tijd       |
| ------ | --------------- | ---- | ---------- |
| Goud   | Ines Diers      | GDR  | OR 4.08,76 |
| Zilver | Petra Schneider | GDR  | 4.09,16    |
| Brons  | Carmela Schmidt | GDR  | 4.10,86    |
| 4      | Michelle Ford   | AUS  | 4.11,65    |
| 5      | Irina Aksjonova | URS  | 4.14,40    |
| 6      | Annelies Maas   | NED  | 4.15,79    |
| 7      | Reggie de Jong  | NED  | 4.15,98    |
| 8      | Olga Klevakina  | URS  | 4.19,18    |

### 800 m vrije slag
| rang   | sporter            | land | tijd       |
| ------ | ------------------ | ---- | ---------- |
| Goud   | Michelle Ford      | AUS  | OR 8.28,90 |
| Zilver | Ines Diers         | GDR  | 8.32,55    |
| Brons  | Heike Dahne        | GDR  | 8.33,48    |
| 4      | Irina Aksjonova    | URS  | 8.38,05    |
| 5      | Oksana Komissarova | URS  | 8.42,04    |
| 6      | Pascale Verbauwen  | BEL  | 8.44,84    |
| 7      | Ines Geißler       | GDR  | 8.45,28    |
| 8      | Jelena Ivanova     | URS  | 8.46,45    |

### 100 m rugslag
| rang   | sporter             | land | tijd       |
| ------ | ------------------- | ---- | ---------- |
| Goud   | Rica Reinisch       | GDR  | WR 1.00,86 |
| Zilver | Ina Kleber          | GDR  | 1.02,07    |
| Brons  | Petra Riedel        | GDR  | 1.02,64    |
| 4      | Carmen Bunaciu      | ROU  | 1.03,81    |
| 5      | Carine Verbauwen    | BEL  | 1.03,82    |
| 6      | Larissa Gortsjakova | URS  | 1.03,87    |
| 7      | Monique Bosga       | NED  | 1.04,47    |
| 8      | Manuela Carosi      | ITA  | 1.05,10    |

### 200 m rugslag
| rang   | sporter                  | land | tijd       |
| ------ | ------------------------ | ---- | ---------- |
| Goud   | Rica Reinisch            | GDR  | WR 2.11,77 |
| Zilver | Cornelia Polit           | GDR  | 2.13,75    |
| Brons  | Birgit Treiber           | GDR  | 2.14,14    |
| 4      | Carmen Bunaciu           | ROU  | 2.15,20    |
| 5      | Yolande van der Straeten | BEL  | 2.15,58    |
| 6      | Carine Verbauwen         | BEL  | 2.16,66    |
| 7      | Lisa Forrest             | AUS  | 2.16,75    |
| 8      | Larissa Gortsjakova      | URS  | 2.17,72    |

### 100 m schoolslag
| rang   | sporter             | land | tijd    |
| ------ | ------------------- | ---- | ------- |
| Goud   | Ute Geweniger       | GDR  | 1.10,22 |
| Zilver | Elvira Vassilkova   | URS  | 1.10,41 |
| Brons  | Susanne Nielsson    | DEN  | 1.11,16 |
| 4      | Margaret Kelly      | GBR  | 1.11,48 |
| 5      | Eva-Marie Håkansson | SWE  | 1.11,72 |
| 6      | Susannah Brownsdon  | GBR  | 1.12,11 |
| 7      | Lina Kačiušytė      | URS  | 1.12,21 |
| 8      | Monica Bonon        | ITA  | 1.12,51 |

Ute Geweniger zwom een WR in de series: 1.10,11.

### 200 m schoolslag
| rang   | sporter            | land | tijd       |
| ------ | ------------------ | ---- | ---------- |
| Goud   | Lina Kačiušytė     | URS  | OR 2.29,54 |
| Zilver | Svetlana Varganova | URS  | 2.29,61    |
| Brons  | Joelia Bogdanova   | URS  | 2.32,39    |
| 4      | Susanne Nielsson   | DEN  | 2.32,75    |
| 5      | Irena Fleissnerová | TCH  | 2.33,23    |
| 6      | Ute Geweniger      | GDR  | 2.34,34    |
| 7      | Bettina Löbel      | GDR  | 2.34,51    |
| 8      | Sylvia Rinka       | GDR  | 2.35,38    |

### 100 m vlinderslag
| rang   | sporter                 | land | tijd    |
| ------ | ----------------------- | ---- | ------- |
| Goud   | Caren Metschuck         | GDR  | 1.00,42 |
| Zilver | Andrea Pollack          | GDR  | 1.00,90 |
| Brons  | Christiane Knacke       | GDR  | 1.01,44 |
| 4      | Ann Osgerby             | GBR  | 1.02,21 |
| 5      | Lisa Curry              | AUS  | 1.02,40 |
| 6      | Agneta Mårtensson       | SWE  | 1.02,61 |
| 7      | Maria del Milagro Paris | CRC  | 1.02,89 |
| 8      | Janet Osgerby           | GBR  | 1.02,90 |

### 200 m vlinderslag
| rang   | sporter             | land | tijd       |
| ------ | ------------------- | ---- | ---------- |
| Goud   | Ines Geißler        | GDR  | OR 2.10,44 |
| Zilver | Sybille Schönrock   | GDR  | 2.10,45    |
| Brons  | Michelle Ford       | AUS  | 2.11,66    |
| 4      | Andrea Pollack      | GDR  | 2.12,13    |
| 5      | Dorota Brzozowska   | POL  | 2.14,12    |
| 6      | Ann Osgerby         | GBR  | 2.14,83    |
| 7      | Agneta Mårtensson   | SWE  | 2.15,22    |
| 8      | Alla Grisjtsjenkova | URS  | 2.15,70    |

### 400 m wisselslag
| rang   | sporter              | land | tijd       |
| ------ | -------------------- | ---- | ---------- |
| Goud   | Petra Schneider      | GDR  | WR 4.36,29 |
| Zilver | Sharron Davies       | GBR  | 4.46,83    |
| Brons  | Agnieska Czopek      | POL  | 4.48,17    |
| 4      | Grit Slaby           | GDR  | 4.48,54    |
| 5      | Ulrike Tauber        | GDR  | 4.49,18    |
| 6      | Stojanka Dangalakova | BUL  | 4.49,25    |
| 7      | Olga Klevakina       | URS  | 4.50,91    |
| 8      | Magdalena Bialas     | POL  | 4.53,30    |

### 4x100 m vrije slag
| rang   | sporters                                                                                            | land | tijd                        | totale tijd |
| ------ | --------------------------------------------------------------------------------------------------- | ---- | --------------------------- | ----------- |
| Goud   | Barbara Krause Caren Metschuck Ines Diers Sarina Hülsenbeck Carmela Schmidt                         | GDR  | 54,90 55,61 55,90 56,30     | WR 3.42,71  |
| Zilver | Carina Ljungdahl Tina Gustafsson Agneta Mårtensson Agneta Eriksson Birgitta Jonsson Helena Peterson | SWE  | 57,61 56,82 57,93 56,57     | 3.48,93     |
| Brons  | Conny van Bentum Wilma van Velsen Reggie de Jong Annelies Maas                                      | NED  | 57,50 57,38 57,17 57,46     | 3.49,51     |
| 4      | Sharron Davies Kaye Lovatt Jacquelene Willmott June Croft                                           | GBR  | 58,74 58,44 57,68 56,85     | 3.51,71     |
| 5      | Lisa Curry Karen van de Graaf Rosemary Brown Michelle Pearson                                       | AUS  | 59,13 57,79 59,38 57,86     | 3.54,16     |
| 6      | Isabel Reuss Dagmar Erdman Teresa Rivera Hellen Plaschinski                                         | MEX  | 57,99 1.01,17 58,60 57,65   | 3.55,41     |
| 7      | Dobrinka Mintsjeva Roemjana Dobreva Ani Kostova Stojanka Dangalakova                                | BUL  | 58,90 59,79 59,72 57,93     | 3.56,34     |
| 8      | Natalia Mas Margarita Armengol Laura Flaque Gloria Casado                                           | ESP  | 58,88 1.00,08 1.00,05 59,72 | 3.58,73     |

### 4x100 m wisselslag
| rang   | sporters                                                                                                   | land | tijd                          | totale tijd |
| ------ | --- | ---- | ----------------------------- | ----------- |
| Goud   | Rica Reinisch Ute Geweniger Andrea Pollack Caren Metschuck Sarina Hülsenbeck                               | GDR  | 1.01,51 1.09,46 1.00,14 55,56 | WR 4.06,67  |
| Zilver | Helen Jameson Margaret Kelly Ann Osgerby June Croft                                                        | GBR  | 1.04,60 1.09,95 1.01,77 55,92 | 4.12,24     |
| Brons  | Jelena Kroeglova Elvira Vassilkova Alla Grisjtsjenkova Natalja Stroennikova Irina Aksjonova Olga Klevakina | URS  | 1.04,60 1.10,10 1.02,72 56,19 | 4.13,61     |
| 4      | Annika Uvehall Eva-Marie Håkansson Agneta Mårtensson Tina Gustafsson                                       | SWE  | 1.06,45 1.11,25 1.02,06 57,15 | 4.16,91     |
| 5      | Laura Foralosso Sabrina Seminatore Cinzia Savi-Scarponi Monica Vallarin                                    | ITA  | 1.04,20 1.12,91 1.02,61 59,33 | 4.19,05     |
| 6      | Lisa Forrest Lisa Curry Karen van de Graaf Rosemary Brown                                                  | AUS  | 1.04,59 1.13,61 1.03,07 58,63 | 4.19,90     |
| 7      | Carmen Bunaciu Brigitte Prass Mariana Paraschiv Irinel Panulescu                                           | ROU  | 1.03,37 1.14,23 1.04,46 59,21 | 4.21,27     |
| 8      | Stojanka Dangalakova Tania Bogomilova Ani Moneva Dobrinka Mintsjeva                                        | BUL  | 1.06,23 1.12,39 1.04,91 58,85 | 4.22,38     |

## Medaillespiegel
| Plaats | Land             | NOC    | Goud | Zilver | Brons | Totaal |
| ------ | ---------------- | ------ | ---- | ------ | ----- | ------ |
| 1      | DDR              | GDR    | 12   | 10     | 8     | 30     |
| 2      | Sovjet-Unie      | URS    | 8    | 9      | 5     | 22     |
| 3      | Zweden           | SWE    | 2    | 2      | 1     | 5      |
| 4      | Australië        | AUS    | 2    | 0      | 5     | 7      |
| 5      | Groot-Brittannië | GBR    | 1    | 3      | 1     | 5      |
| 6      | Hongarije        | HUN    | 1    | 2      | 1     | 4      |
| 7      | Brazilië         | BRA    | 0    | 0      | 1     | 1      |
| 7      | Denemarken       | DEN    | 0    | 0      | 1     | 1      |
| 7      | Nederland        | NED    | 0    | 0      | 1     | 1      |
| 7      | Polen            | POL    | 0    | 0      | 1     | 1      |
| 7      | Spanje           | ESP    | 0    | 0      | 1     | 1      |
| Totaal | Totaal           | Totaal | 26   | 26     | 26    | 78     |

Athene 1896 · 
Parijs 1900 · 
St. Louis 1904 · 
Londen 1908 · 
Stockholm 1912 · 
Antwerpen 1920 · 
Parijs 1924 · 
Amsterdam 1928 · 
Los Angeles 1932 · 
Berlijn 1936 · 
Londen 1948 · 
Helsinki 1952 · 
Melbourne 1956 · 
Rome 1960 · 
Tokio 1964 · 
Mexico-stad 1968 · 
München 1972 · 
Montréal 1976 · 
Moskou 1980 · 
Los Angeles 1984 · 
Seoel 1988 · 
Barcelona 1992 · 
Atlanta 1996 · 
Sydney 2000 · 
Athene 2004 · 
Peking 2008 · 
Londen 2012 · 
Rio de Janeiro 2016 ·
Tokio 2020 ·
Parijs 2024 ·
Los Angeles 2028 
Medaillewinnaars · Olympische records
Atletiek · Basketbal · Boksen · Boogschieten · Gewichtheffen · Handbal · Hockey · Judo · Kanovaren · Moderne vijfkamp · Paardensport · Roeien · Schermen · Schietsport · Schoonspringen · Turnen · Voetbal · Volleybal · Waterpolo · Wielersport · Worstelen · Zeilen · Zwemmen